# Masdevallia macrogenia
Masdevallia macrogenia là một loài thực vật có hoa trong họ Lan. Loài này được (Arango) Luer & R.Escobar mô tả khoa học đầu tiên năm 1978.